# Korea Open (golf)
Het Korea Open is een jaarlijks golftoernooi, dat tot eind 2009 meetelde voor de Aziatische PGA Tour.
Vanaf 1970 maakte het toernooi deel uit van de Aziatische PGA Tour, in 2000 werd de 43ste editie gespeeld. In 2002 maakte Sergio Garcia de laagste toernooiscore ooit en won met 265 (-23). 
In 2003 verhuisde het toernooi naar de baan van Woojeong Hills. 
Sinds 2009 maakt het deel uit van de concurrerende OneAsia Tour. 

## Winnaars
| Jaar                        | Winnaar             | Score             | Score             | Info                          |
| Kolon Korean Open           | Kolon Korean Open   | Kolon Korean Open | Kolon Korean Open | Kolon Korean Open             |
| --------------------------- | ------------------- | ----------------- | ----------------- | ----------------------------- |
| 1958                        | Orville Moody (Am)  | 306               | +18               |                               |
| 1959                        | Orville Moody (Am)  | 301               | +13               |                               |
| 1960                        | Orville Moody (Am)  | 288               | par               |                               |
| 1961                        | Hsieh Yung-yo       | 293               | +5                |                               |
| 1962                        | Torakichi Nakamura  | 284               |                   |                               |
| 1963                        | Hsieh Yung-yo       | 287               | –1                |                               |
| 1964                        | Hahn Chang-Sang     | 294               | +6                |                               |
| 1965                        | Hahn Chang-Sang     | 288               | par               |                               |
| 1966                        | Hahn Chang-Sang     | 295               | +7                |                               |
| 1967                        | Hahn Chang-Sang     | 281               | –7                |                               |
| 1968                        | Kin-Chung Chan      | 283               | –5                |                               |
| 1969                        | Hsieh Yung-yo       | 286               | –2                |                               |
| 1970                        | Hahn Chang-Sang     | 289               | +1                |                               |
| 1971                        | Hahn Chang-Sang     | 281               | –7                |                               |
| 1972                        | Hahn Chang-Sang     | 276               | –12               |                               |
| 1973                        | Kim Seung-Hack      | 282               | –6                |                               |
| 1974                        | Cho Tae-Woon        | 286               | –2                |                               |
| 1975                        | Kuo Chie-Hsiung     | 284               | –4                |                               |
| 1976                        | Katsunari Takahashi | 214               | –2                |                               |
| 1977                        | Ho Ming-Chung       | 285               | –3                |                               |
| 1978                        | Kim Seung-Hack      | 277               | –11               |                               |
| 1979                        | Shen Chung-Shyan    | 289               | +1                |                               |
| 1980                        | Tze-Ming Chen       | 214               | –4                |                               |
| 1981                        | Tze-Ming Chen       | 285               | –3                |                               |
| 1982                        | Choi Yoon-Soo       | 277               | –11               |                               |
| 1983                        | Choi Sang-ho        | 287               |                   |                               |
| 1984                        | Yeom Se-woon        | 284               |                   |                               |
| 1985                        | Cho Ho-sang         | 285               |                   |                               |
| 1986                        | Choi Yoon-soo       | 281               |                   |                               |
| 1987                        | Choi Youn-soo       | 279               |                   |                               |
| 1988                        | Kwak Yuh-yun        | 282               |                   |                               |
| 1989                        | Cho Chul-sang       | 210               |                   |                               |
| 1990                        | Scott Hoch          | 278               |                   |                               |
| 1991                        | Scott Hoch          | 279               |                   |                               |
| 1992                        | Shigeru Noguchi     | 209               |                   |                               |
| 1993                        | Han Young-keun      | 282               |                   |                               |
| 1994                        | Mike Cunning        | 282               |                   |                               |
| 1995                        | Kwon Young-suk      | 282               |                   |                               |
| 1996                        | K.J. Choi           | 279               |                   |                               |
| 1997                        | Kim Jong-duckf      | 285               |                   |                               |
| 1998                        | Kim Dae-sub am      | 278               |                   |                               |
| 1999                        | K.J. Choi           | 278               |                   |                               |
| 2000                        | Thongchai Jaidee    | 278               |                   |                               |
| 2001                        | Kim Dae-sub am      | 272               | –8                |                               |
| 2002                        | Sergio García       | 265               | –23               |                               |
| 2003                        | John Daly           | 282               | –6                |                               |
| 2004                        | Edward Loar         | 286               | –2                |                               |
| Kolon-Hana Bank Korean Open |                     |                   |                   |                               |
| 2005                        | Choi Gwang-soo      | 282               |                   |                               |
| 2006                        | Yang Yong-eun       | 282               |                   |                               |
| 2007                        | Vijay Singh         | 278               | –6                |                               |
| 2008                        | Bae Sang-moon       | 273               | –11               |                               |
| 2009                        | Bae Sang-moon       | 274               | –10               | prijzengeld US$ 1.000.000     |
| 53ste Kolon Korea Open      |                     |                   |                   |                               |
| 2010                        | Yang Yong-eun       | 280               | –4                | prijzengeld US$ 1.000.000     |
| Kolon Korea Open            |                     |                   |                   |                               |
| 2011                        | Rickie Fowler       | 268               | –16               | prijzengeld KRW 1.000.000.000 |
| 2012                        | Kim Dae-sub         | 279               | –5                | prijzengeld KRW 1.000.000.000 |
| 2013                        | Kang Sung-hoon      | 280               | –4                | prijzengeld KRW 1.000.000.000 |
| 2014                        | Kim Seung-hyuk      | 282               | –2                | prijzengeld KRW 1.200.000.000 |
| 2015                        | 10-13 september     |                   |                   | prijzengeld KRW 1.200.000.000 |

### Meervoudige winnaars
7 keer
- Hahn Chang-Sang: 1964, 1965, 1966, 1967, 1970, 1971, 1972

3 keer
- Orville Moody: 1958, 1959, 1960
- Hsieh Yung-yo: 1961, 1963, 1969
- Kim Dae-sub: 1998, 2001, 2012

2 keer
- Kim Seung-Hack: 1973, 1978
- Tze-Ming Chen: 1980, 1981
- Scott Hoch: 1990, 1991
- K.J. Choi: 1996, 1999
- Bae Sang-moon: 2008, 2009
- Yang Yong-eun: 2006, 2010